# Уэст-Юнион (Западная Виргиния)
Уэст-Юнион (англ. West Union) — город в штате Западная Виргиния, США. Он является окружным центром округа Додридж. По переписи 2010 года в городе проживало 825 человек.

## Географическое положение
Город идёт вдоль Миддл-Айлэнд-Крик около пересечения дороги штата 18 и US 50 на севере штата. По данным Бюро переписи населения США город Уэст-Юнион имеет общую площадь в 0,98 км².

## История

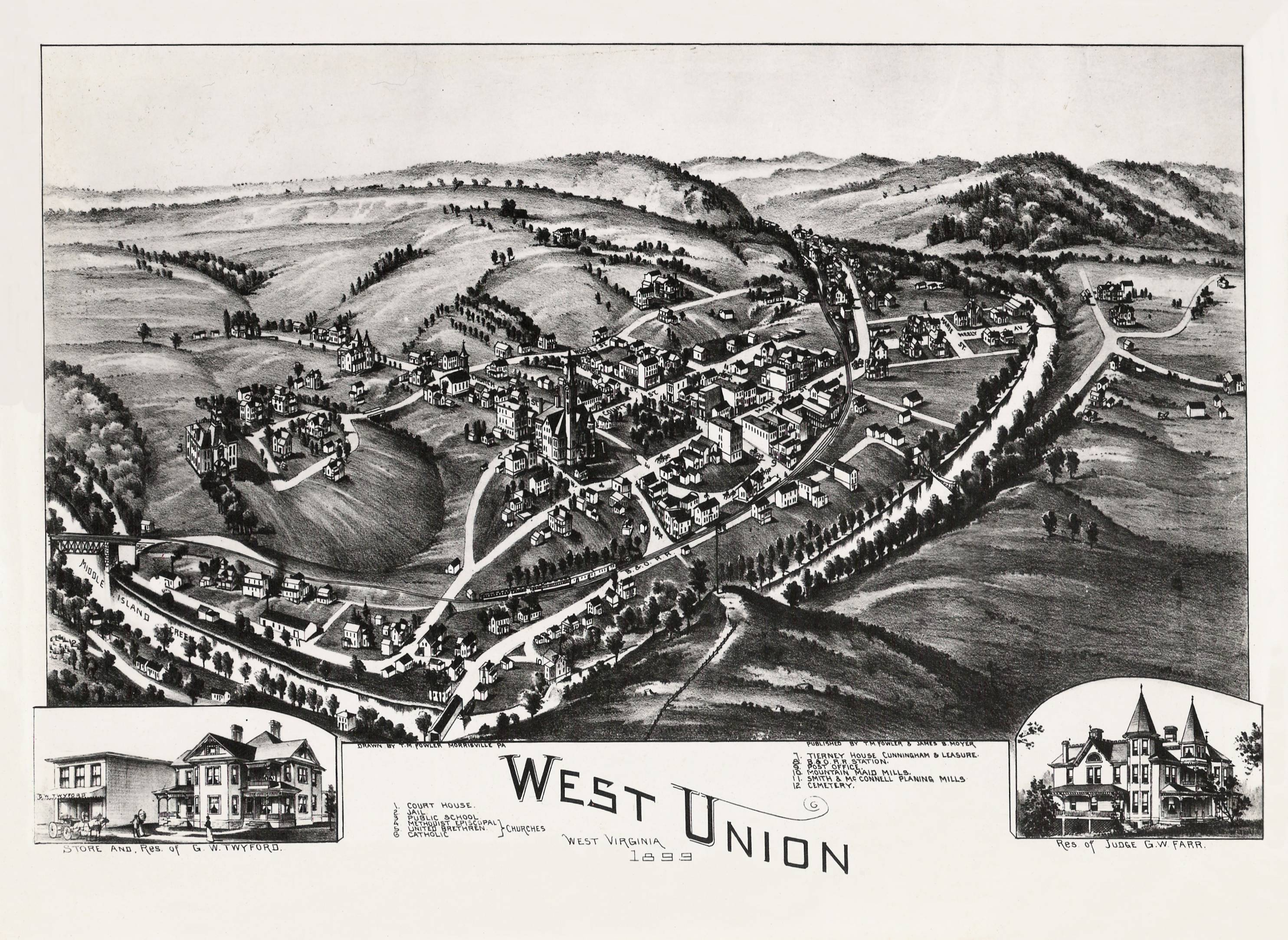
Уэст-Юнион в 1899 году

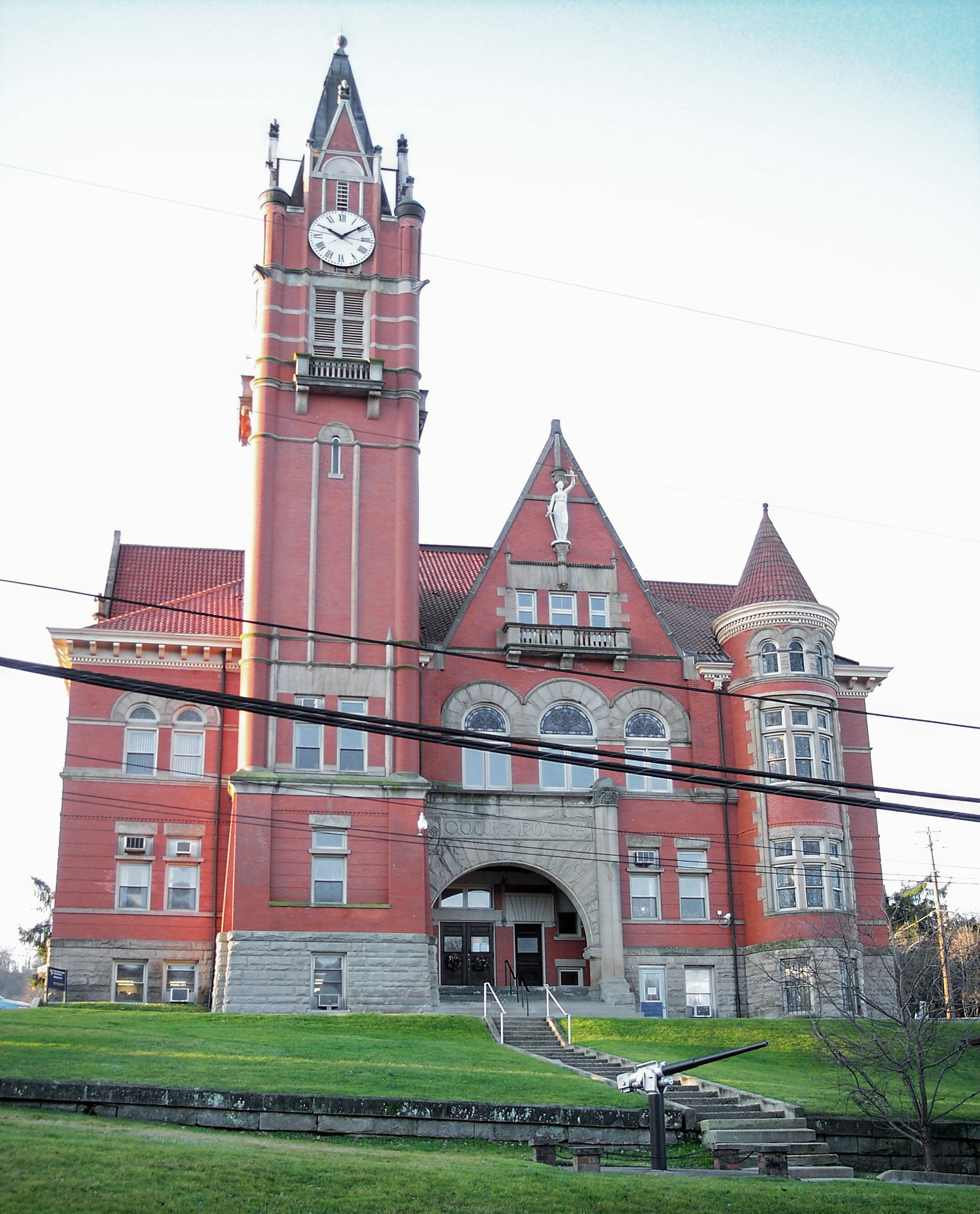
Окружной суд Додриджа

Первый поселенец, Джеймс Калдвэлл, приобрёл территорию, на которой находится Уэст-Юнион, в конце XVIII века. Калдвэлл продал эту землю Натану Дейвису и его брату около 1807 года, а они перепродали её Льюису Максвеллу, конгрессмену из Виргинии. Город первоначально назвали Льиспорт, но Дейвис предложил переназвать город в Уэст-Юнион из-за города Юнион, расположенного на другом берегу реки. Город Юнион исчез, Уэст-Юнион был инкорпорирован в 1881 году. В городе начала развиваться нефтяная и газовая промышленность. Исторический район Уэст-Юниона был внесён в Национальный реестр исторических мест.

## Население
По данным переписи 2010 года население Уэст-Юниона составляло 825 человек (из них 48,5 % мужчин и 51,5 % женщин), было 362 домашних хозяйства и 217 семей. Расовый состав: белые — 99,3 %,коренные американцы — 0,2 %, азиаты — 0,1 % и представители двух и более рас — 0,4 %.
Из 362 домашних хозяйств 43,1 % представляли собой совместно проживающие супружеские пары (15,5 % с детьми младше 18 лет), в 12,4 % домохозяйств женщины проживали без мужей, в 4,4 % домохозяйств мужчины проживали без жён, 40,1 % не имели семьи. В среднем домашнее хозяйство вели 2,28 человека, а средний размер семьи — 2,96 человека.
Население города по возрастному диапазону распределилось следующим образом: 23,6 % — жители младше 18 лет, 3,1 % — между 18 и 21 годами, 51,5 % — от 21 до 65 лет и 22,1 % — в возрасте 65 лет и старше. Средний возраст населения — 42,1 года. На каждые 100 женщин приходилось 94,1 мужчин, при этом на 100 совершеннолетних женщин приходилось уже 89,2 мужчин сопоставимого возраста.
В 2014 году из 851 трудоспособных жителей старше 16 лет имели работу 424 человек. При этом мужчины имели медианный доход в 31 528 долларов США в год против 29 643 долларов среднегодового дохода у женщин. В 2014 году медианный доход на семью оценивался в 39 519 $, на домашнее хозяйство — в 33 214 $. Доход на душу населения — 13 904 $. 15,3 % от всего числа семей и 20,1 % от всей численности населения находилось на момент переписи за чертой бедности.
Динамика численности населения:
|  |